# Mochnička trojčetná
Mochnička trojčetná (Waldsteinia ternata) je vytrvalá, přízemní, stín a vlhko dobře snášející bylina, kvetoucí počátkem léta žlutými květy. V české přírodě není původním druhem, ale jen příležitostně se vyskytujícím neofytem, který občas zplaňuje ze zahrad do volné přírody.

## Rozšíření
Rostlina pochází z východní Asie, z oblastí Sibiře, ruského Dálného východu, severovýchodní Číny, Korejského poloostrova a ze středního Japonska. Jako okrasná rostlina byla lidmi úmyslně zavlečená do Evropy, kde se občas stává součástí zdejší přírody. Mimo Českou republiku ještě roste v Rakousku, na Slovensku, na Balkánském poloostrově, v Rumunsku, Bulharsku a částečně i na Ukrajině.

## Ekologie
Roste ojediněle nebo tvoří malé skupiny, na zastíněných, vlhkých a chladných místech s ustáleným mikroklimatem občas vytváří souvislé porosty. Obvykle se vyskytuje ve světlých lesích, houštinách a na křovinatých stráních, špatně ale snáší městské znečištěné ovzduší. Rostlina má asi 10 cm dlouhé nadzemní výběžky, odnože, pomocí kterých se také šíří.
Ve střední Evropě se mochnička trojčetná vyskytuje nejčastěji v nadmořské výšce 300 až 750 m n. m. Je chamaefyt rašící již v únoru až březnu a kvetoucí v květnu až červnu, vytváří husté zelené koberce s jasně žlutými květy. Počet chromozomů 2n = 28. Rodové jméno Waldsteinia dostala po rakouském botanikovi Franzi Adamu von Waldstein-Wartenbergovi.

## Popis
Vytrvalá, částečně opadavá, odnožující rostlina s přímou, rozvětvenou lodyhou vysokou okolo 10 cm vyrůstající z asi 10 cm dlouhého oddenku. Listová růžice s dlouze řapíkatými, 3 až 4 cm dlouhými a 2 až 3 cm širokými, trojčetnými, široce až okrouhle vejčitými, oboustranně chlupatými listy. Jejich lístky mají klínovitou bázi, ve spodní části jsou celokrajné a v horní bývají nestejně hrubě vroubkované či zubaté až mělce laločnaté, oboustranně jsou roztroušeně chlupaté. Květonosná lodyha bývá přímá či vystoupavá, řídce větvená a porostlá obdobnými řapíkatými, tříčetnými listy s palisty. Rozkvetlé květy bývají ve výšce mírně nad listy.
V horní části lodyhy vyrůstá tří až pět dlouze stopkatých květů ve vrcholičnatém květenství, rostou z úžlabí přisedlých, trojúhelníkovitých listenů asi 10 mm dlouhých a 2 mm širokých. Květ je žlutý, pětičetný, asi 1 cm velký, oboupohlavný a za květu ploše rozevřený. Má zelený kalich s trojúhelníkovitými zuby až 5 mm dlouhými a s drobným kalíškem, všechny jejich zuby nazpět odstávají. Korunní lístky jsou zlatožluté, okrouhlé až obvejčité a dvojnásobně větší něž kališní. V květu je deset tyčinek s prašníky rozdělené po pěti do dvou kruhů. Z četných plodolistů vznikl svrchní semeník nesoucí dva až šest pestíků nesoucí čnělky s bliznami.
Z květů opylených hmyzem se vyvinou v kulovitém souplodí zploštělé nažky s opadanými čnělkami. Mimo nažek, tj. semen, se bylina rozšiřuje jak rozrůstáním podzemního oddenku, tak i poléhavými nadzemními odnožemi, jež dobře zakořeňují a vytvářejí nové jedince.

## Význam
Mochnička trojčetná se vysazuje do okrasných zahrad, kde nejlépe roste a kvete v humózních, hlubokých půdách s dostatkem vápna. Přestože ji nejlépe prospívá vlhká půda, je tolerantní i k obdobím sucha, při pěstování na plném slunci však vyžaduje dostatek vláhy. Protože se rostlina šíří relativně pomalu, bývá používána i na olemování okrasných záhonů, její hustý porost nedovoluje průnik plevelů. Byla vyšlechtěná odrůda 'Mosaic' s panašovanými listy.

## Galerie

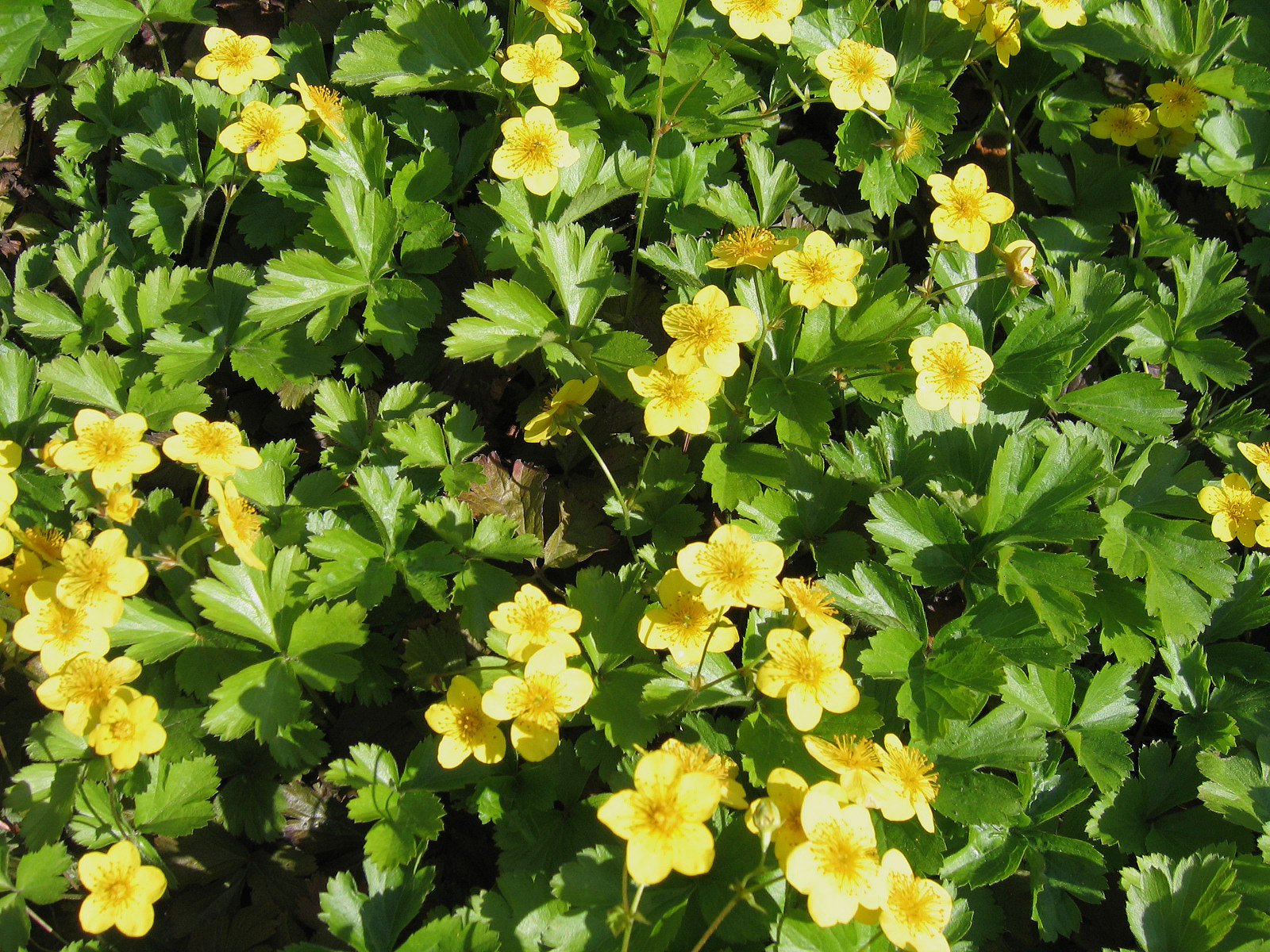
Porost
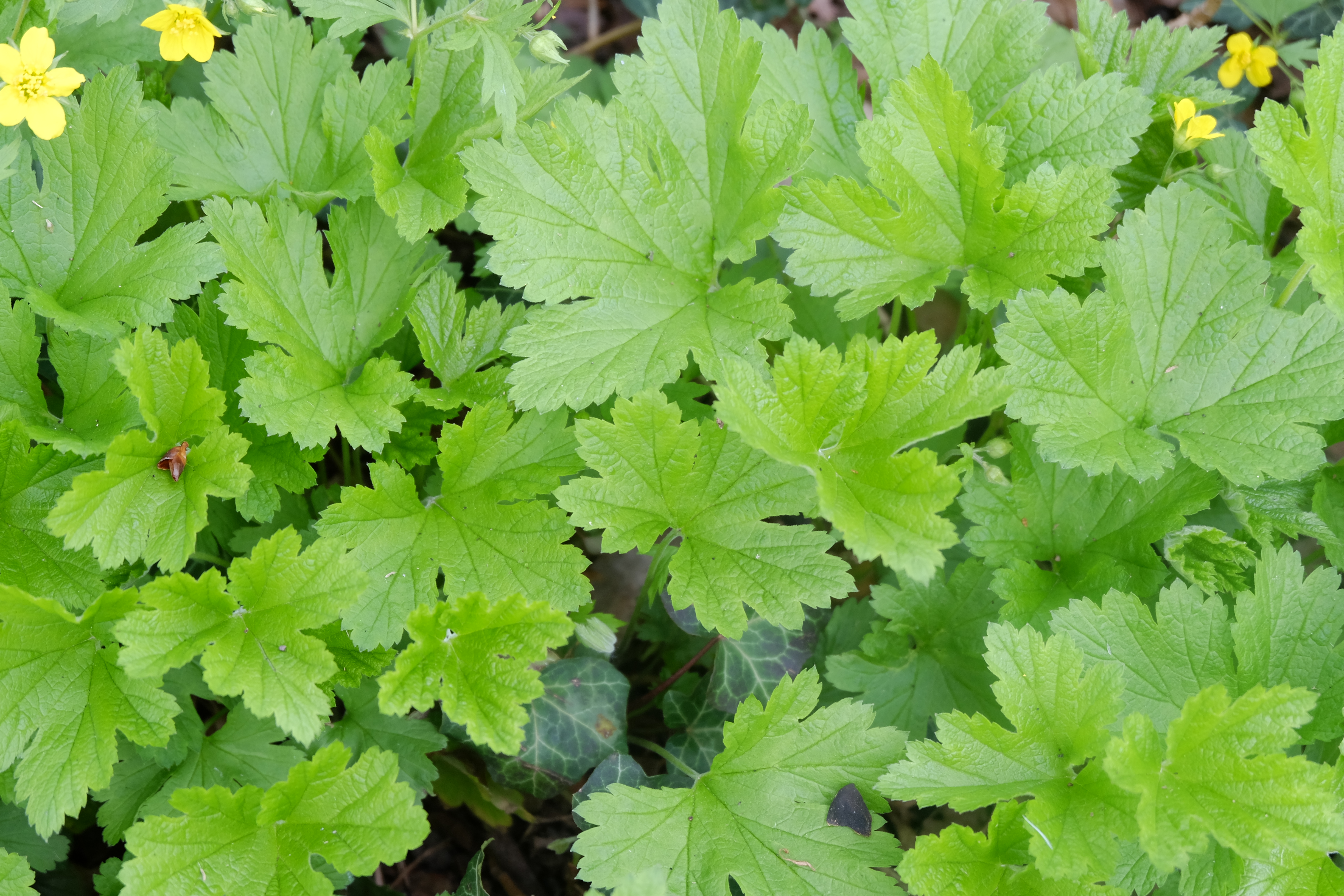
Listy
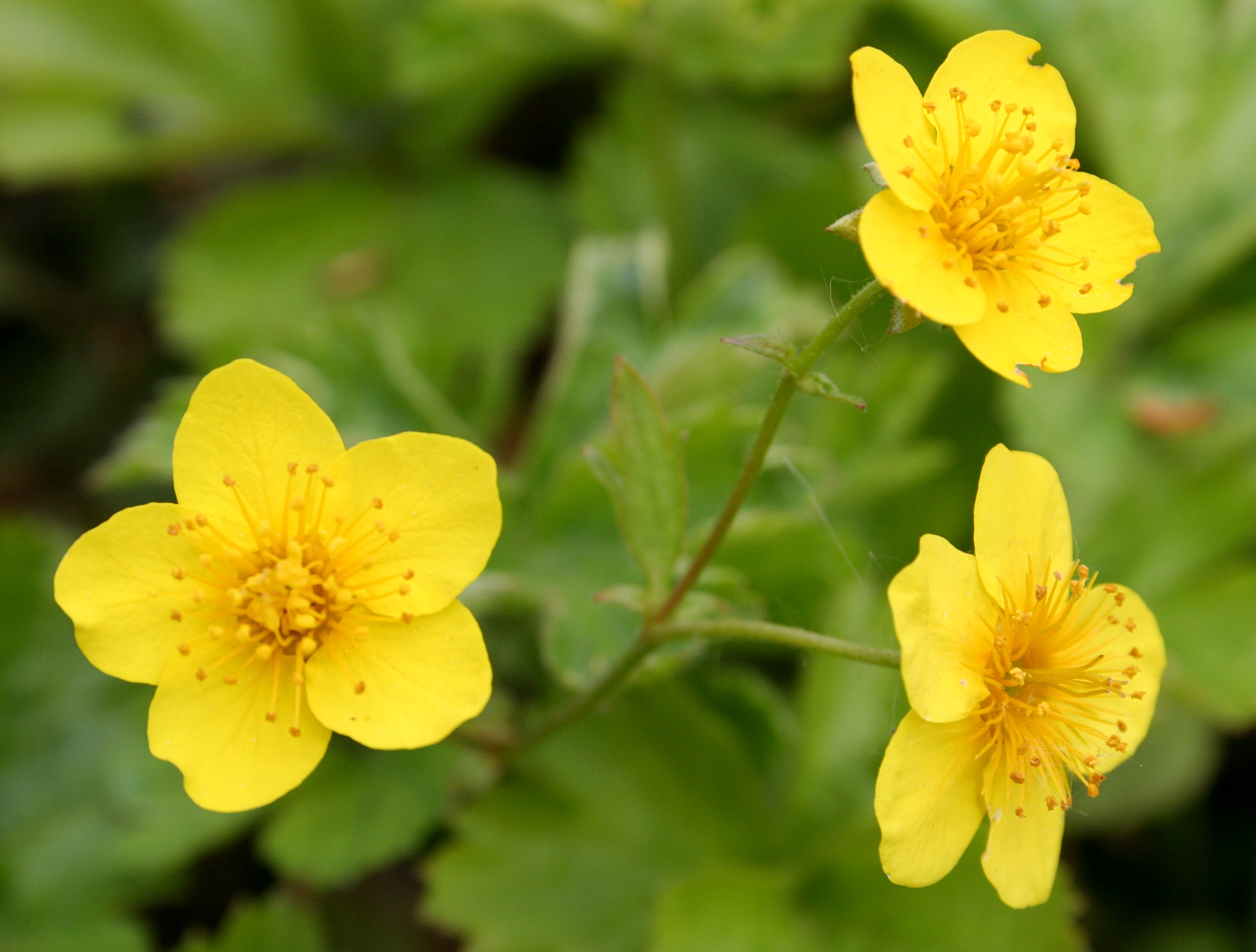
Květy